# Emma Twigg
Emma Twigg (Napier, 1 de março de 1987) é uma remadora neozelandesa, campeã mundial.

## Carreira
Twigg ficou em quarto lugar no skiff simples tanto em Londres 2012 quanto no Rio 2016. Conquistou o ouro na mesma prova em Tóquio 2020.